# Бангор (Північна Ірландія)
Банго́р (англ. Bangor, ірл. Beannchar) — місто в графстві Даун, Північна Ірландія. 
Бангор є третім містом в Північній Ірландії за населенням, що становить 76 403 особи (2001). Місто розташоване за 22 кілометри від Белфасту, на узбережжі Белфастської затоки.   

## Походження назви
Спочатку місто називалось Інвер Бег (ірл. Inver Beg), на честь річечки, що протікала поблизу абатства, навколо якого сформувалось місто. Сучасна назва міста походить від ірландського слова Beannchar(застаріле - Beannchor), що означає "ріг" або "дугу", так як Бангорська бухта, на думку прадавніх мешканців міста, схожа на ріг буйвола.

## Населення
Динаміку змінюваності чисельності населення Бангору демонструє нижче наведений графік:

## Історія
Бангор має довгу і різноманітну історію. Починається вона від Бронзової доби, доказом цього є мечі тої епохи, знайдені в 1949 році. Перша документальна згадка про місто датована 558 роком, коли Святий Комгалл заснував Бангорське абатство(монастир). Довгий час Бангор був лише місцем розташування великого і відомого в Європі монастиря. В 8 - 9 століттях на поселення здійснювали жорстокі рейди вікінги. Одну з їхніх гробниць було знайдено на пляжі Белліхолм.
Початком динамічного розвитку Бангору вважається початок XVII століття коли до поселення прибув шотландець Джеймс Гамільтон, який отримав від короля Якова I землі в Північному Дауні. Досі існуючий старий митний будинок (англ. The Old Custom House) що був побудований Гамільтоном в 1637 році після надання королем Яковом I в 1620 році Бангору звання порту, є символом епохи становлення міста.

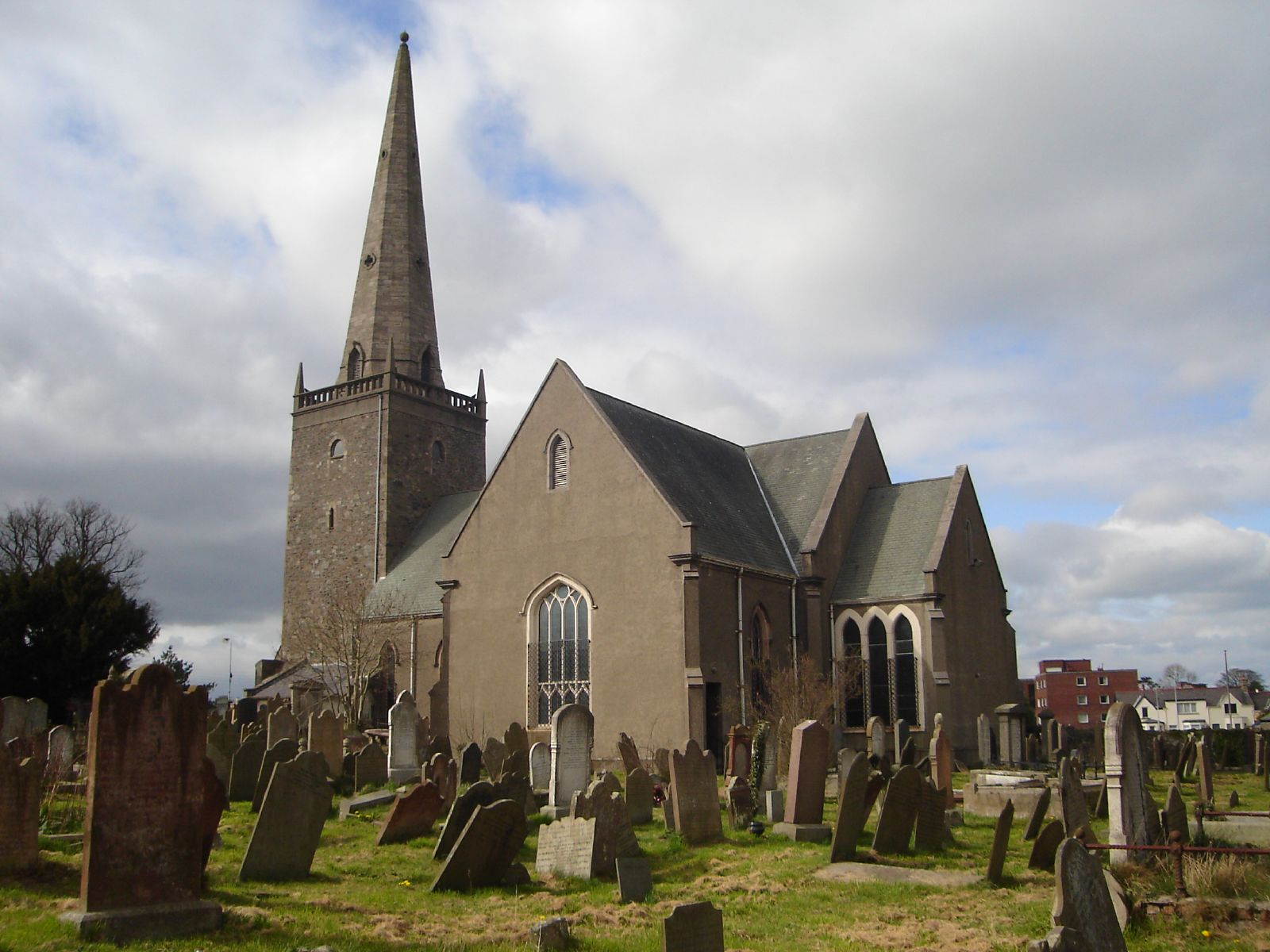
Бангорське абатство

## Спорт
Місто має футбольну команду Бангор, що грає в першому дивізіоні прем'єр-ліги Північної Ірландії.

## Відомі люди
Родом з Бангора учасники гурту Two Door Cinema Club.

## Зовнішні зв'язки

### Міста-побратими
- Австрія, Брегенц
- США, Вірджинія-біч
- Німеччина, Прюм